# 自主退学 (テレビドラマ)
『自主退学』（じしゅたいがく）は、1990年4月23日にTBS系列の『月曜ドラマスペシャル』枠内にて月曜日の21:00 - 22:54（JST）に放送された、単発のテレビドラマ。主演はタモリ。ステレオ放送、文字多重放送が実施された。

## 概要
東京都内の私立高校で起こった、学校側による強制的な生徒の退学を描いたテレビドラマ（フィクション）。
主演はタモリ。不良生徒役は、89年に放送されていた同局のドラマ『はいすくーる落書』で出演していたメンバーが多数演じている。

## あらすじ
度重なる校内暴力・いじめ・校外での事件（事故）が問題になり、とある生徒が起こしたバイクでの人身事故で学校側が生徒に二度とバイクに乗らない（二度と問題を起こさない）と、誓約書を書かせる。
学校側はあくまで形式上の手続きとしていたが、納得いかないこの生徒が自ら退学を申し出る。その直後、飼育していたウサギが貯水槽で殺されるという事件が起こり、この事件が切っ掛けで学校は腰を上げ、以降校則に反したり問題を起こした生徒に対しては、形式上「他校への転校による自主退学」とする事実上の退学処分で臨むことを決定する。
教師は対象となる生徒のリストを作成することとなるが、教師間のそれぞれの信念と思惑が対立しはじめ、さらに自主退学予定者リストの存在が生徒にも露見。結局、76人もの生徒が自主退学させられることとなる。

## キャスト
太字の人物は自主退学した生徒。
主要人物
- 友田一幸…タモリ

3年2組担任。生徒から日常的な暴力を受けている。単身赴任中。不良グループからは「トモヤン」と呼ばれている。浪曲を聴きながら入浴剤を入れた風呂に入るのが彼の至福の時間。
なお、演じたタモリは普段いつもサングラスをかけているが、今作にはなぜか眼鏡をかけて出演していた。
- 遠山久子…渡辺典子

3年3組担任。教師になり初の学級担任となる。金八主義。自主退学者リスト作成には最後まで反発し、最終的に故郷である長野県に戻った。
- 林田…松崎しげる

3年1組担任。テニス部顧問。理想と現実の考えの違い・退学者リスト作成に関して遠山と対立。
- 前島…前田吟

学年主任。左手うちわの、特に何もしない教師。
- 山下校長…高島忠夫

バイク事故を起した田崎進から2度とバイクを乗らないという誓約書を取るが、本人は「守らない」とあっけなく自ら退学した事から、校則を守らない生徒は、表向きは他校への転校という形で自主退学させるという案を出す。
- 西田信雄…渡辺航

不良グループ。授業中でも喫煙は当たり前、友田にはよく暴力を振るっている。最後まで友田には反発していた、不良グループ中では一番の問題児。坂本が友田に「西田君達が屋上でアンパン（シンナー）吸ってます」と密告した時、西田はあんパンを食べていた。
- 川添昭…山口祥行

不良グループ。バタフライナイフ常時所持。西田同様喫煙、シンナー、バイク通学と言う校則を守らない問題児。唯一叱ってくれる教師の遠山に惚れるが、自主退学候補だと言うことを知り、夜に学校でリストを作成している遠山を襲おうとする。唯一、心を開きそうになった。
- 田崎進…西崎博

不良グループ。バイクで人身事故を起こし、学校より「2度とバイクに乗らない、乗ったら退学します」と誓約書を書かされるが親が反発、しかし本人はその場で辞めてしまう。以降に起こる学校側からの「自主退学という形」を取る切っ掛けになる。自主退学の第一号となった。
- 後藤昌彦…古本新之輔

不良グループ。メンバー内ではいわゆる太鼓持ち的存在で、お調子者キャラ。自主退学確定となった時、西田・川添に無理に誘われていただけ、と友田に必死に媚びていたという。
- 高木まゆみ…小川範子

不良グループが授業中騒がしいことを友田に注意しろと促すが、友田は無視、授業を飛び出し以降不登校になり、深夜徘徊等で友田に説得され、真面目に働くようになる。
- 小野寺充…菊池健一郎

学級委員、成績優秀で至って真面目な生徒だが、万引癖があり友田に2度目撃されてしまう。同級生の坂本にも目撃されており、結局自主退学で他校へ転校した。
- 水野かおる…西尾麻里

真面目な生徒。しかし、いつ自分が学校から首を切られるか待ってなければならない自主退学リストのことには友田に反論する。ウサギの飼育担当には積極的に参加。
- 坂本篤志…石堂穣

不良グループから日常的にいじめられている。「あと1年の我慢」「殺されないだけマシ」と、いじめられても学校にはちゃんと登校する。上述の理由もあって自主退学はしなかった。
- 卒業生…的場浩司

冒頭の卒業式で、友田にお礼参りする。
その他
- 大野英憲
- 新井昌和
- 大平江利子
- 白鳥勇人
- 北尾伊織
- 石川裕司
- 上田一徳
- 花井直孝
- 村上雅俊
- 石原めぐみ
- 大塚周夫
- 小鹿みき
- 青木和代
- 島田果枝
- 堀勝之祐
- 阿野伸八
- 白鳥貴恵子
- 竹本栄司
- 竹内一樹
- クロキプロ

## スタッフ
- 制作：近藤郁勝
- 演出：佐藤健光
- 脚本：斎藤猛
- 音楽：伊豆一彦
- 主題歌：キャロル・キング「君の友だち」
- プロデュース：伊藤一尋、加藤嘉一、福田誠
- 制作協力：泉放送制作
- 製作著作：TBS

## 関連番組
- 月曜ドラマスペシャル
  - 代議士秘書の犯罪（1990年10月29日放送）
  - 不連続爆破事件（1991年5月13日放送）
- 源義経